# Сикире
Сикире (на сръбски: Сикирје или Sikirje) е село в Югоизточна Сърбия, Пчински окръг, Град Враня, община Враня.

## География
Селото е разположено в котловината Поляница, в западното подножие на планинските върхове Грот и Облик. Отстои на 19,5 км северно от окръжния и общински център Враня, на 7,5 км северно от село Дреновац и на 5,4 км югоизточно от село Добреянце.

## История
По време на Първата световна война селото е във военновременните граници на Царство България, като административно е част от Вранска околия на Врански окръг.

## Население
Според преброяването на населението от 2011 г. селото има 101 жители.

### Етнически състав
Данните за етническия състав на населението са от преброяването през 2002 г.
- сърби – 153 жители (100%)